# Ealing (burg)
Ealing este un burg londonez în vestul Londrei.